# Vergisson
 Vergisson  es una población y comuna francesa, en la región de Borgoña, departamento de Saona y Loira, en el distrito de Mâcon y cantón de Mâcon-Sud.

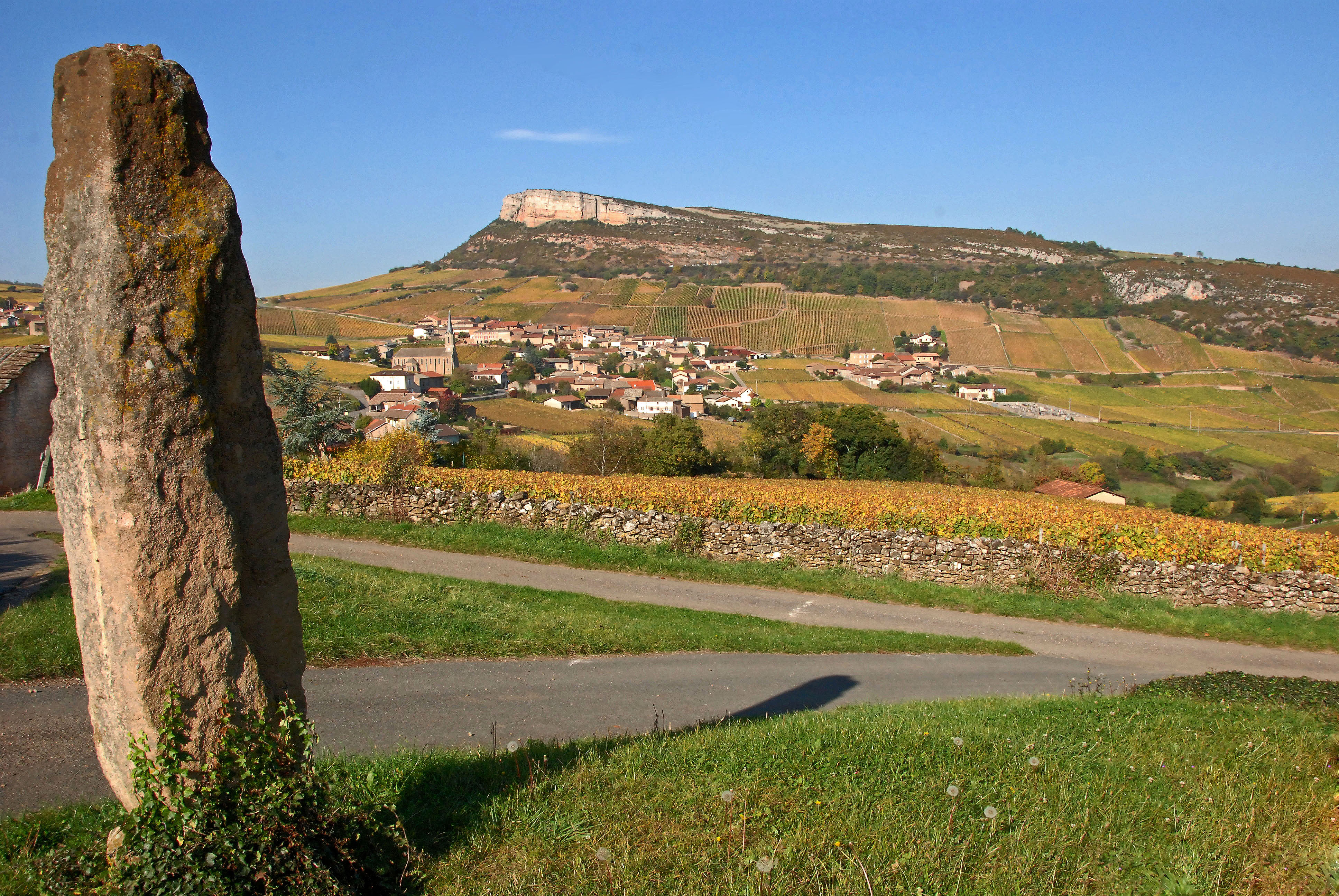
Megalith (Menhir) Chancerons
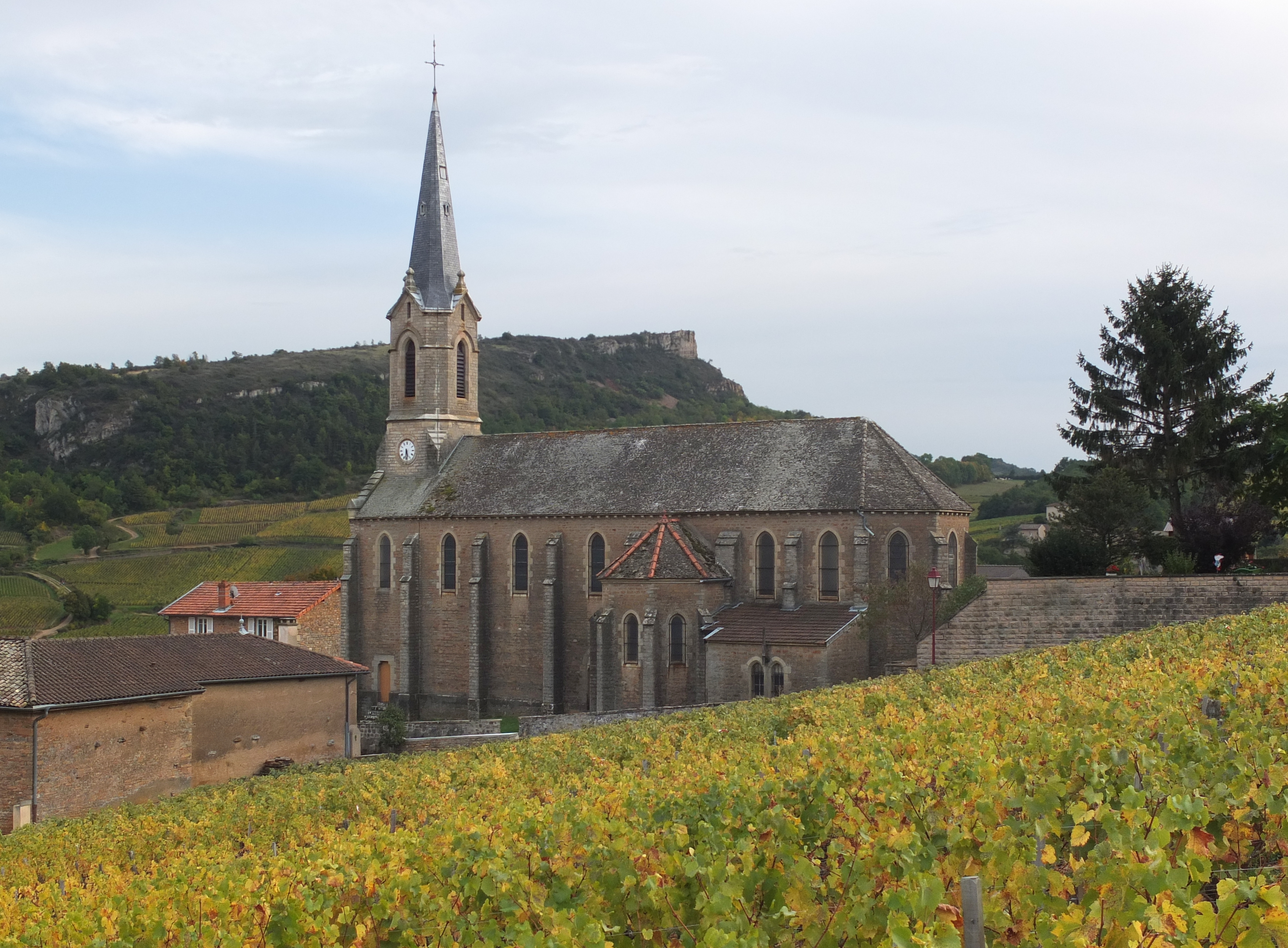
Église Saint-Martin

## Demografía
| 285 | 282 | 245 | 245 | 257 | 247 |
| Para los censos de 1962 a 1999 la población legal corresponde a la población sin duplicidades (Fuente: INSEE [Consultar]) |     |     |     |     |     |